# Liste der Monuments historiques in Queaux
Die Liste der Monuments historiques in Queaux führt die Monuments historiques in der französischen Gemeinde Queaux auf.

## Liste der Bauwerke
| Bezeichnung              | Beschreibung                                | Standort | Kennzeichnung | Schutzstatus | Datum | Bild           |
| ------------------------ | ------------------------------------------- | -------- | ------------- | ------------ | ----- | -------------- |
| Château de la Messelière | Ruine einer Burg, erbaut im 15. Jahrhundert | (Lage)   | PA00105664    | Inscrit      | 1930  |                |
| Château de Fougeret      | Schloss, erbaut um 1500                     | (Lage)   | PA86000040    | Inscrit      | 2010  | weitere Bilder |

## Liste der Objekte
- Monuments historiques (Objekte) in Queaux in der Base Palissy des französischen Kultusministeriums